# 神獸鏡

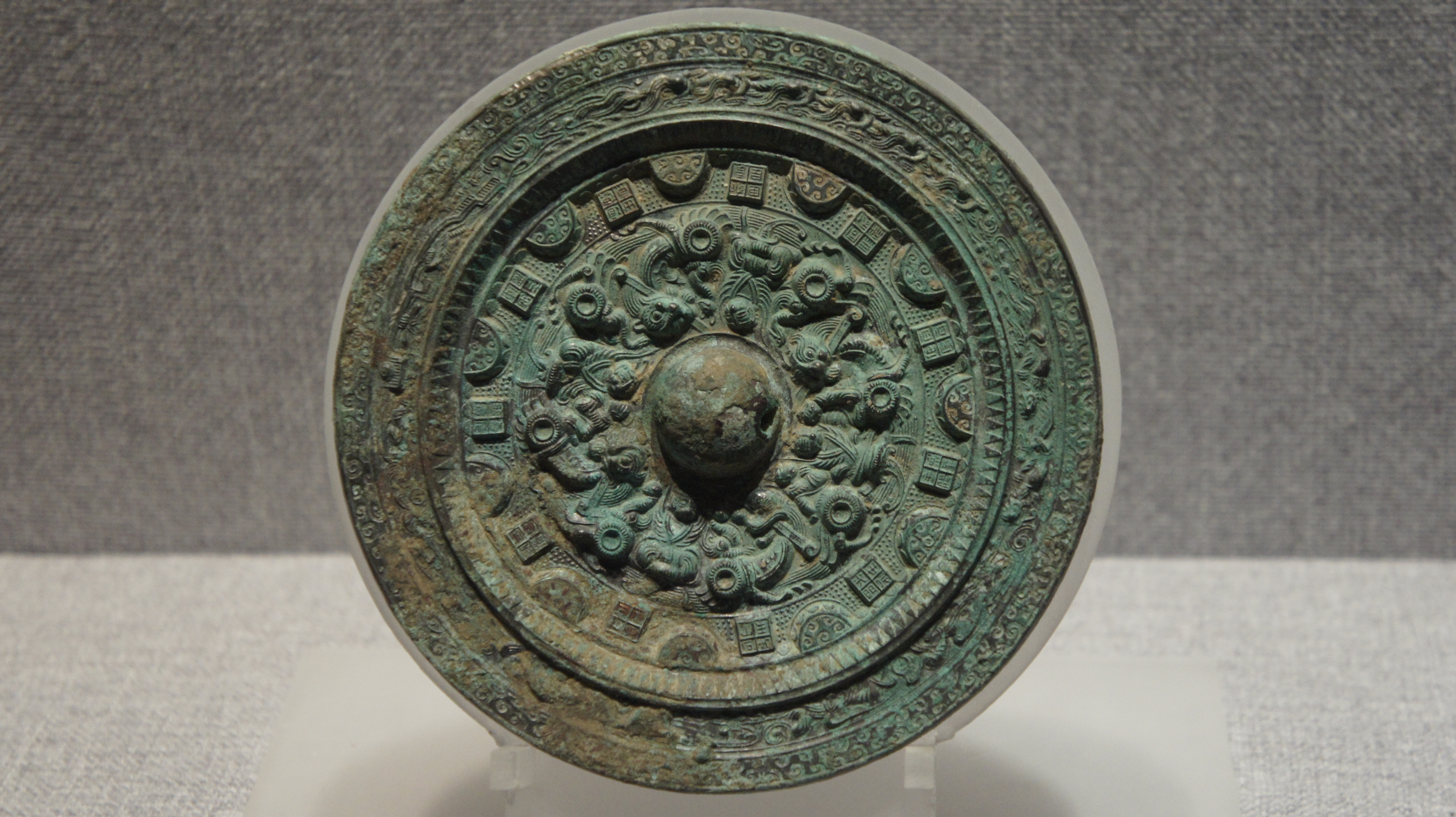
曹魏时期的环绕式神兽镜。

神獸鏡是一種古老的圓形銅鏡，裝飾著中國神話中的神和動物。正面是拋光的鏡面，反面雕刻著神和瑞獸。
相關研究表明，神獸鏡最早出現于東漢中期，並延續至六朝時代，其發軔即以漢元興鏡（造于東漢元興元年（西元105年））為標誌，同時也是西蜀廣漢造鏡的明證之一。隨著中國青銅鑄造技術的傳播，神獸鏡在朝鮮半島的樂浪郡和帶方郡，以及日本也有生產。
魏志（三國志的一部分）上記載了魏國和倭國（日本）的朝貢關係，其中首次提到日本的銅鏡，記載了在西元239年，皇帝曹叡給邪馬台國女王卑彌呼的回賜，包括一百個銅鏡。
日本的古墳時代考古發掘，已發現有許多神獸鏡。日本考古學家將之分為三類，包括：
- 三角緣神獸鏡
- 畫文帶神獸鏡
- 平緣神獸鏡